# 大富乡
大富乡，是中华人民共和国四川省南充市南部县曾经下辖的一个乡。2019年10月，撤销大富乡，将其所属行政区域划归王家镇管辖。

## 行政区划
大富乡撤销前下辖以下地区：
庵子坪村、横担岭村、卧牛穴村、封崇寺村、铺子垭村、来龙井村、油房嘴村、观音岩村、鞍子沟村、鲜家店村、大刘沟村、小刘沟村、五童庙村、沙包井村、龙头桥村、黄家沟村、应凉寺村和星光村。